# Miejscowości na Sabie
Miejscowości na Sabie – według danych oficjalnych pochodzących z 2024 roku Saba, holenderska gmina zamorska posiada cztery miejscowości o ludności przekraczającej 100 mieszkańców. Stolica kraju The Bottom, liczy 737 mieszkańców; reszta miejscowości poniżej 700 mieszkańców.
Miejscowości na Sabie według liczby mieszkańców (stan na 1 stycznia 2024):
| L.p. | Miasto       | Liczba ludności |
| ---- | ------------ | --------------- |
| 1.   | The Bottom   | 737             |
| 2.   | Windwardside | 663             |
| 3.   | Zion’s Hill  | 437             |
| 4.   | St. Johns    | 223             |

## Alfabetyczna lista miejscowości na Sabie
- St. Johns
- The Bottom
- Windwardside
- Zion’s Hill (Hell’s Gate)